# First Impressions (Angel)
First Impressions, conocido en América Latina y en España como Primeras Impresiones, es el tercer episodio de la segunda temporada de la serie de televisión estadounidense Ángel. Escrito por Shawn Ryan y dirigido por James A. Contner. El episodio se estrenó originalmente el 10 de octubre del año 2000 por la WB Network. En este episodio Cordelia tiene una visión de Gunn en problemas y se compromete a ayudarlo aun cuando el mismo se ve determinado a encontrarse con Deevak, un demonio peligroso.

## Argumento
Investigaciones Ángel siguen tratando de establecer el Hyperion como sus nuevos cuarteles con ayuda de David Nabbit, quien está dispuesto ayudarlos económicamente. De repente al hotel llega Gunn quien viene pidiéndole ayuda específicamente a Ángel para combatir a Deevak un demonio poderoso que ha matado a dos miembros de su pandilla.   
El equipo entero se une a la misión para el descontento de Gunn, quien cree a Cordelia y a Wesley unos retrasadores. Aun así todos van hasta el punto de reunión entre Gunn y Jameel, un enclenque soplón que en el último momento escoge no traicionar a Deevak. Esto enfurece notablemente a Gunn quien comienza a golpear brutalmente al pobre Jameel hasta que el lugar es invadido por vampiros que habían seguido al soplón. 
El equipo a duras cuestas logran matar a los vampiros y quedan muy exhaustos. Gunn decide solucionar el problema de Deevak por su cuenta ya que no quiere trabajar con Wesley y Cordelia y últimamente Ángel está comenzando a obsesionarse con dormir. Lo que nadie sabe es que el vampiro ha estado soñando con su creadora, "la fallecida" Darla quien en cada sueño parece cautivar todavía más a Ángel. 
Estando sola en su departamento Cordelia tiene una terrible visión en la que ve a un asustado Gunn luchar contra su vida contra un demonio que parece ser Deevak. Sin encontrar a ninguno de sus amigos disponibles, Cordelia toma un hacha y conduciendo el convertible de Ángel sale en busca de Gunn al que cree en peligro. Sin embargo cuando Cordelia lo encuentra, esta solo lo hace quedar mal en una clase de defensa personal con su pandilla. Aun así Cordelia sigue creyendo que Gunn puede estar en peligro y rehúsa alejarse de él, Gunn por otra parte trata de llevarla de regreso a su hogar hasta que los dos descubren que se han robado el convertible. 
Visitando a sus contactos Gunn parte en busca de Desmond, el responsable del robo, sin imaginarse que está caminando a una trampa mortal de Deevak quien está decidido a eliminar al líder de la pandilla que le ha causado tantas molestias. Por otra parte Wesley busca a Ángel para ayudar a Gunn, pues el inglés apenas recibe el mensaje de Cordelia. Gunn y Cordelia interceptan a Desmond en una fiesta, mismo lugar que recibe el ataque de unos vampiros que buscan a los miembros de la pandilla de Gunn. Durante el ataque una amiga de Gunn llamada Veronica es herida de gravedad por unos vampiros. 
Gunn no puede evitar sentirse culpable por cada baja de su equipo y afirma que le recuerda la vez que perdió a su hermana Alana. Gunn y Cordelia consiguen sacarle a Desmond la ubicación del convertible de Ángel pero son acorralados por Deevak y sus sirvientes vampiros. Mientras sostiene a Gunn por el cuello y a Cordelia del brazo, Deevak se convierte en Jameel pero los suelta luego de que Cordelia usa su gas lacrimógeno en él. Jameel se convierte de nuevo en Deevak y se enfrenta a Gunn convirtiendo en realidad la visión de Cordelia.
Al lugar no tardan en llegar Wesley y Angel y juntos derrotan a los vampiros y Ángel logra matar a Deevak antes de que el demonio pueda lastimar a Gunn. Una vez solucionado el problema, Codelia le comenta a Gunn que finalmente comprendió que el peligro no era Deevak sino el estilo de vida de Gunn y le advierte a su nuevo amigo que se está poniendo en peligro él mismo.  
Ángel regresa al hotel donde vuelve a soñar con Darla. Sin embargo en esta ocasión mientras duerme simultáneamente en la vida real una desnuda Darla aparece en la cama de Ángel, aprisionándolo y besándolo.

## Elenco
- David Boreanaz como Ángel.
- Charisma Carpenter como Cordelia Chase.
- Alexis Denisof como Wesley Wyndam Pryce.
- J. Agust Richards como Charles Gunn.

## Continuidad
- El Hotel Hyperion se establece como los nuevos cuarteles de Investigaciones Ángel.
- Wesley bromea sarcásticamente que si no se acostumbran al Hyperion podrían volver a utilizar el departamento de Cordy como cuarteles.
- Darla comienza a restablecer la atracción que Ángel alguna vez sintió por ella como Ángelus.
- David Nabbit aparece por última vez en la serie.
- Este episodio marca el inicio de la amistad entre Gunn y Cordelia. En la conclusión del episodio, Cordelia define que Gunn busca ponerse en peligro y que en esa clase de situaciones no durará mucho. Esto va en contraste con lo sucedido en la tercera temporada donde se revela que Gunn vendió su alma por un auto, ya que estaba convencido de que no tendría una vida tan larga.